# João Villaret
João Henrique Pereira Villaret OSE (São Paulo, Lisboa, 10 de maio de 1913 — Santos-o-Velho, Lisboa, 21 de janeiro de 1961) foi um actor, encenador e declamador português.

## Biografia
João Villaret nasceu no segundo andar esquerdo do n.º 69 da Rua da Boavista, freguesia de São Paulo, em Lisboa, a 10 de maio de 1913. Era filho do médico Frederico Augusto Villaret (Cano, Sousel, c. 1876) e de Josefina Gouveia da Silva Pereira Villaret (Santa Isabel, Lisboa, c. 1882).
Frequentou o colégio inglês na Calçada Marquês de Abrantes e depois o Liceu Passos Manuel, onde foi bom aluno. Desde cedo revelou interesse pelas artes. Aos 15 anos ingressou no Conservatório Nacional de Lisboa. Amélia Rey Colaço e Robles Monteiro tiveram um papel preponderante na sua iniciação teatral. Em 1930 concluiu o curso e a 16 de outubro de 1931 estreava-se interpretando um papel na peça Leonor Teles, de Marcelino Mesquita.
Trabalhou no teatro, cinema e foi um grande declamador de poesia, a sua maior paixão. Era um actor ecléctico, pois além do teatro clássico também se dedicou ao teatro de revista. Fez várias digressões a África e ao Brasil, onde esteve sete vezes. Nos últimos anos, aos domingos, tinha um programa na RTP, onde declamava poesia e contava histórias curiosas do mundo cultural. Num desses episódios referiu que o seu amigo António Botto o apresentou a Fernando Pessoa, encontro que muito o impressionou.
Villaret era diabético, mas era avesso a tratamentos e dietas. Em 1958, quando esteve em Nova Lisboa, consultou um calista que, ao extrair-lhe uma calosidade, lhe provocou uma ferida num pé, o que viria a ter consequências funestas. 
Morreu a 21 de janeiro de 1961, aos 47 anos, no Hospital da CUF, sito na Travessa do Castro, n.º 3, freguesia de Santos-o-Velho, em Lisboa, vítima de nefrite crónica (insuficiência renal).

## No teatro
Depois de frequentar o Conservatório Nacional de Teatro, começou por integrar o elenco da companhia de teatro lisboeta Amélia Rey Colaço-Robles Monteiro.
Mais tarde, fez parte da companhia teatral Os Comediantes de Lisboa, fundada em 1944 por António Lopes Ribeiro e o seu irmão Francisco Ribeiro, mais conhecido por Ribeirinho.
Teve uma interpretação considerada antológica na peça Esta Noite Choveu Prata, de Pedro Bloch, em 1954, no extinto Teatro Avenida, em Lisboa.

## No cinema
No cinema, Villaret surge em: 
- O Pai Tirano, de António Lopes Ribeiro (1941), numa breve aparição, como pedinte mudo e cego;
- Inês de Castro, de Leitão de Barros (1945), onde representa Martin, o bobo;
- Camões, de Leitão de Barros (1946);
- Três Espelhos, de Ladislao Vadja (1947), onde representa o inspector;
- Frei Luís de Sousa, de António Lopes Ribeiro (1950), no papel de criado;
- O Primo Basílio, de António Lopes Ribeiro (1959).

## Declamador
Nos anos 1950, com o aparecimento da televisão, transpõe para este meio de comunicação a experiência que adquirira no palco e em cinema, assim como em programas radiofónicos. Aos domingos, pelas 20 horas, declamava na RTP, com muita graça e paixão, poemas dos maiores e mais diversificados autores nacionais.
Ficaram célebres, entre outras, as suas interpretações de:
- Procissão, de António Lopes Ribeiro (1955);
- Cântico negro, de José Régio;[6]
- O menino de sua mãe, de Fernando Pessoa.

Algumas interpretações notáveis de Villaret, extraídas dos programas de rádio e TV onde colaborava regularmente, ou gravadas em estúdio e ao vivo, foram registadas em vinil, numa vasta discografia, encontrando-se, ainda hoje, algumas edições em CD disponíveis no mercado.
- João Villaret na Revista "Não Faças Ondas" (EP 45 RPM, Parlophone/Valentim de Carvalho, 1956)
- Fernando Pessoa por João Villaret (LP 33 RPM, Parlophone/Valentim de Carvalho, 1957)
- João Villaret no São Luis (LP 33 RPM, Parlophone/Valentim de Carvalho, 1961)
- Poesia de Cabo Verde (EP 45 RPM, Parlophone/Valentim de Carvalho, 1963)
- João Villaret Diz "Procissão" (EP 45 RPM, Parlophone/Valentim de Carvalho, 1964)
- A Ceia dos Cardeais (EP 33 RPM, Riso e Ritmo, 1968) (com Alves da Cunha e Assis Pacheco)
- João Villaret (Riso e Ritmo, 1973) - Nove Poemas: "Canta Meu Coração", de Laura Margarida de Queiroz; "Canção Grata" de Carlos Queiroz; "Sinfonia Pan Americana" de Raúl Magalhães Júnior; "Balada da Neve" de Augusto Gil; "Romance a Pepe Luiz Vasquez" de Rafael Duyos; "La cojida y la muerte" de Frederico Garcia Lorca; "Canção da Rua Deserta" de António Botto; "Quatro Sonetos de Amor" de Fausto Guedes Teixeira; "A Cigarra e a Formiga" de Mário Pederneiras.
- Procissão (LP 33 RPM, EMI-Valentim de Carvalho, 1978)
- Poesia (LP 33 RPM, Movieplay, 1986)
- Ontem e Hoje (LP 33 RPM, Ovação, 1989)
- O Melhor dos Melhores Nº 09 (CD, Movieplay, 1994)
- Arte e o Talento de João Villaret (CD+DVD, Ovação, 2010)
- Antologia de Poesia Brasileira (Augiobook, CNM)
- João Villaret, PATRIMONIO (Companhia Nacional de Música, 2012)
- Colecção João Villaret (3CD) - Caixa com os 3 discos emblemáticos "JOÃO VILLARET NO SÃO LUIS", "PROCISSÃO", "FERNANDO PESSOA POR JOÃO VILLARET"

## Carreira musical
Na música, Villaret também deu cartas, sendo criador de grandes sucessos, como "Rosa Araújo", "Santo António" (proibidos pela Censura do Estado Novo) e "Sinfonia do Ribatejo", na revista "Não Faças Ondas", em 1956, e do poema-canção "Recado a Lisboa", que até hoje predomina como um verdadeiro clássico da história da Música Portuguesa.
A sua mais conhecida obra, devido à sua originalidade, é a seguinte: 
- Fado falado, de Nelson de Barros, com versos de Aníbal de Nazaré, criado pelo próprio na revista "Tá Bem ou Não 'Tá?" (1947), e satirizada com mestria nos anos 50, onde se pode ouvir esta frase emblemática: «Se o fado se canta e chora, também se pode falar».[7]

Este tema viria a conhecer uma sátira bem-sucedida nos anos 50, o Fado Mal Falado, de Almeida Amaral, Fernando Santos, Armando Augusto Freire (Armandinho) e Fernando Ávila, ecoado com muito sucesso na voz de Hermínia Silva, uma das amigas mais conhecidas de João Villaret.

## Homenagens
A 2 de abril de 1960 João Villaret foi feito Oficial da Ordem Militar de Sant'Iago da Espada.
Em Lisboa o Teatro Villaret recebeu o seu nome como homenagem pela sua carreira.
Em Loures há uma escola com o nome de João Villaret. A escola ensina desde o 5.º até ao 9.º ano.